# Hymenicis nockatungensis
Hymenicis nockatungensis is een insect dat behoort tot de orde vliesvleugeligen (Hymenoptera) en de familie van de schildwespen (Braconidae). De wetenschappelijke naam van de soort werd voor het eerst geldig gepubliceerd door Dangerfield & Austin in 1995.